# Georgetown Cupcake

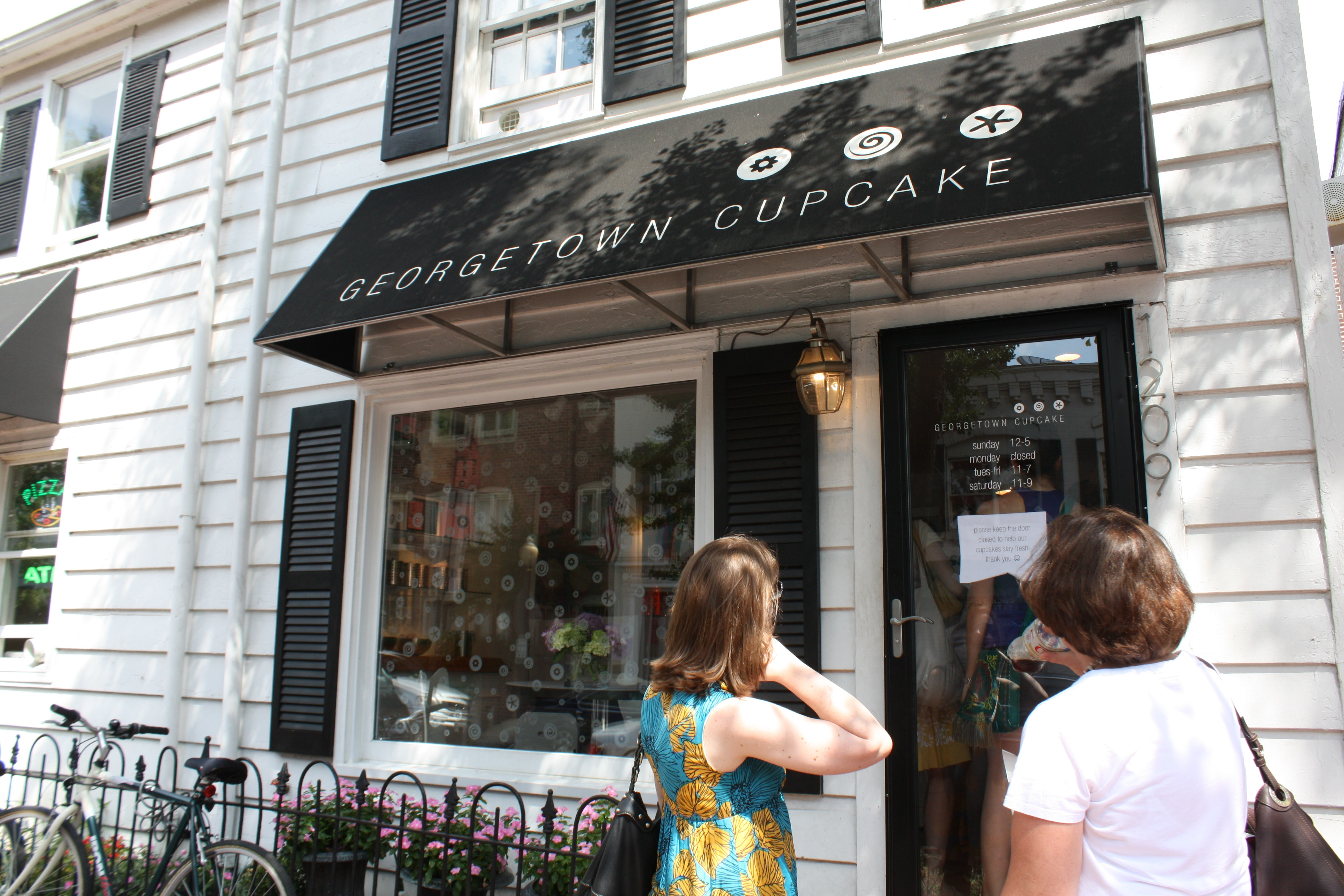
Georgetown Cupcake erste Filiale in der Washingtoner Potomac Street. Die Bäckerei wird nur noch genutzt, um Cupcakes für Online-Bestellungen und für besondere Gelegenheiten zu backen.

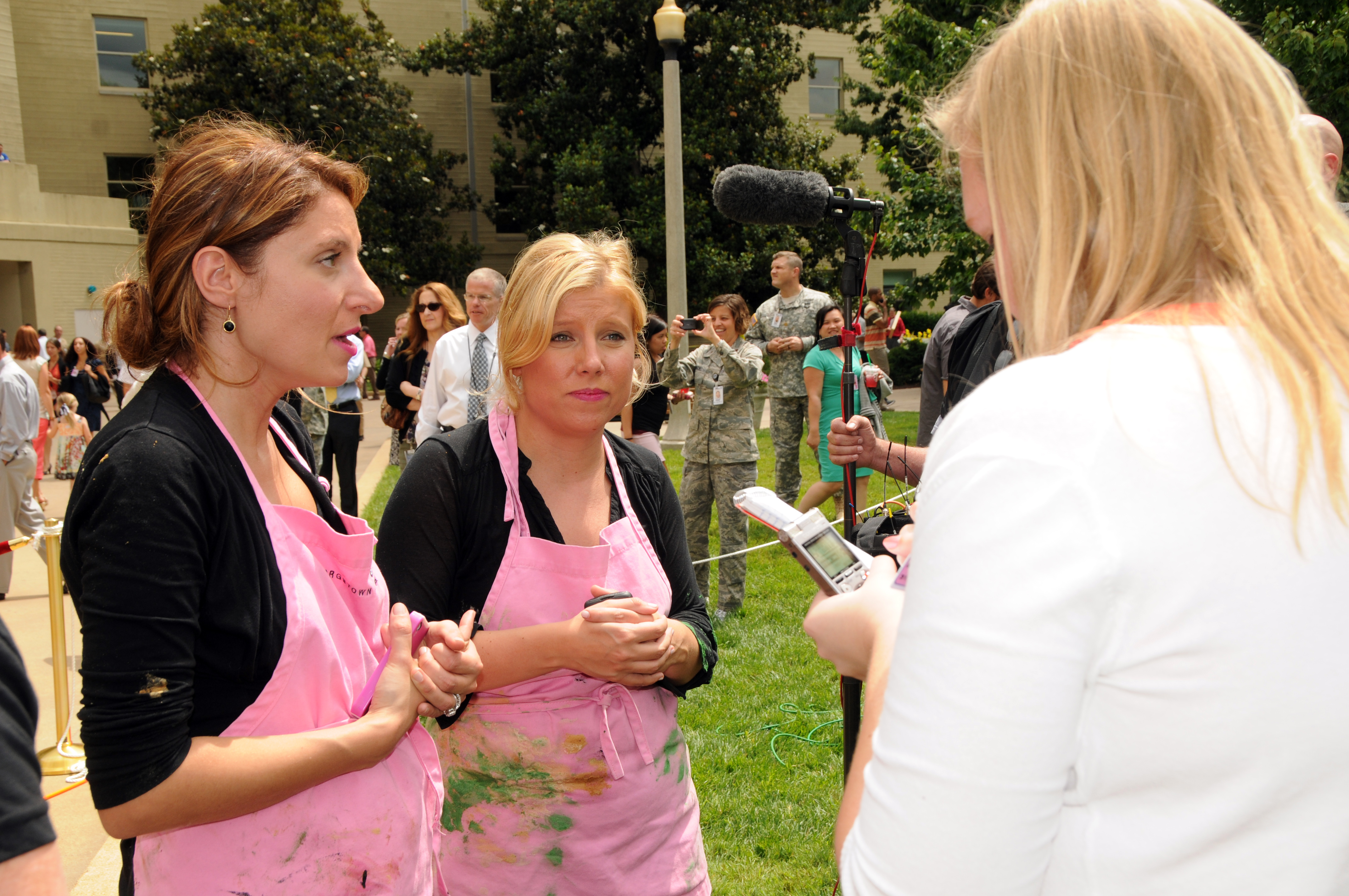
Geschäftspartnerinnen Katherine Berman, links, und Sophie LaMontagne, Gründerinnen des Unternehmens Georgetown Cupcakes

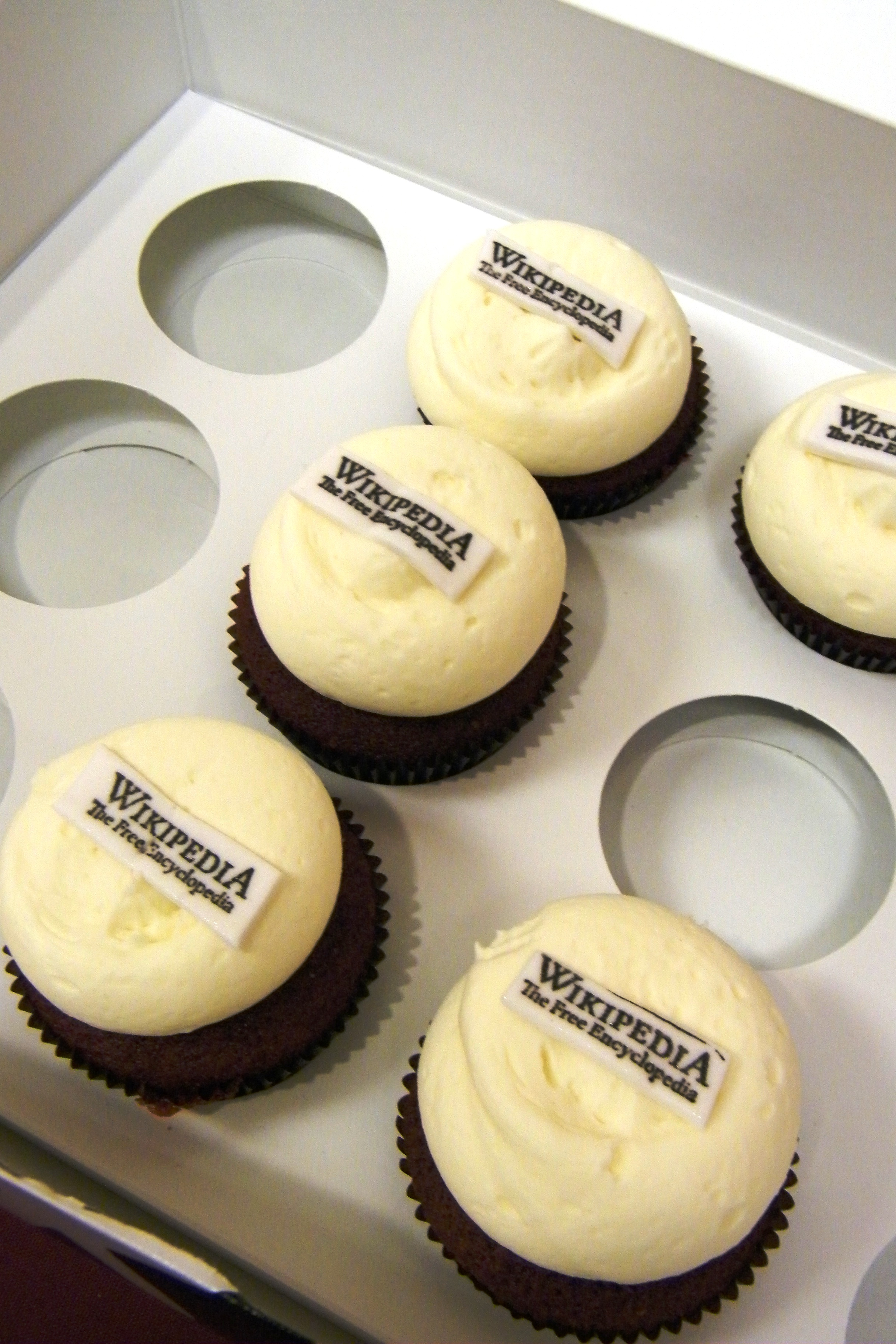
Cupcakes der Bäcker Georgetown Cupcakes für Wikipedia

Georgetown Cupcake ist eine auf Cupcakes spezialisierte Bäckereikette, deren erste Filiale in der US-amerikanischen Hauptstadt Washington, D.C. gegründet wurde und die mittlerweile sechs Filialen hat. Das erste Geschäft der Kette wurde von den Schwestern Katherine Kallinis Berman und Sophie Kallinis LaMontagne im Februar 2008 gegründet. Georgetown Cupcake ist eines der typischen mittelständischen Unternehmen, die in Nordamerika auf Grund der stark angestiegenen Popularität von Cupcakes gegründet wurden, ein Trend, der gegen Ende der 1990er Jahre begann. Einem breiteren Publikum ist die Bäckerei bekannt, weil der Fernsehsender TLC in der von 2010 bis 2014 ausgestrahlten Reality Show DC Cupcakes den Alltag der Bäckerei thematisierte.

## Unternehmensgeschichte
Die in Toronto aufgewachsenen Schwestern Katherine Berman und Sophie LaMontagne hatten Backen von ihrer griechischen Großmutter gelernt. Vor der Unternehmensgründung arbeitete LaMontagne für ein Kapitalbeteiligungsunternehmen in Boston und Berman arbeitete für Gucci in Toronto. Berman kam zu dem Schluss, dass das Stadtgebiet von Washington ein geeignetes Gebiet für einen Cupcake-Laden sei.
Cupcakes waren ein seit Ende der 1990er Jahre zunächst in New York zu beobachtender Nahrungstrend. Eine dort bestehende Bäckerei, die Magnolia Bakery, und die dort hergestellten Cupcakes tauchten am 9. Juli 2000 erstmals kurz in der Episode Hindernislauf (Originaltitel der Episode: No Ifs, Ands, or Butts) der Serie Sex and the City auf. Darin gibt es eine kurze Szene der beiden Schauspielerinnen Sarah Jessica Parker und Cynthia Nixon in ihrer Rolle als Miranda und Carrie, die sie auf einer Bank vor der Magnolia Bakery zeigt. Die Figur Carrie verzehrt einen Cupcake, während sie mit Miranda ihre aktuellen Beziehungsprobleme diskutiert. Die gesamte Szene hat eine Dauer von lediglich 20 Sekunden, gilt aber als ursächlich dafür, dass sich die Vorliebe für Cupcakes zu einem US-weiten Trend entwickelte. Der andauernde Trend, das große Medieninteresse und der offensichtliche wirtschaftliche Erfolg solcher handwerklich hergestellter Cupcakes, die zu einem Preis zwischen 3 und 4 USD verkauft wurden, führte zu einer Reihe von Unternehmensgründungen, die sich auf diese Gebäckart spezialisierten. 2005 wurde beispielsweise mit Sprinkles Cupcakes in Beverly Hills die erste Bäckerei der Vereinigten Staaten gegründet, die sich ausschließlich auf die Herstellung von Cupcakes spezialisierte.
Die Schwestern Berman und LaMontagne finanzierten ihre Geschäftsgründung mit ihren Ersparnissen und einem kleinen Gründungskredit. Bei der Führung des Ladens half ihnen ihre Mutter Elaine Kallinis. Im Februar 2008 eröffneten Berman und LaMontagne ihre erste Filiale in der Potomac Street im Washingtoner Stadtviertel Georgetown.

## Produkte und Vertriebskonzepte
Georgetown Cupcake erwies sich als so erfolgreich, dass weitere Filialen gegründet werden konnten. Der erste Laden in Georgetown wurde beibehalten, um Cupcakes für Online-Bestellungen und Spezialaufträge zu erfüllen. Der Laden wird auch für Events genutzt, beispielsweise um Kurse im Dekorieren von Cupcakes abzuhalten. Die Bäckerei hat mittlerweile sechs Filialen: Neben der in Georgetown in Bethesda, New York, Boston, Atlanta und Los Angeles. Das Unternehmen versendet seine Cupcakes auf dem Postweg in das gesamte Gebiet der Vereinigten Staaten.
Ähnlich wie Sprinkles Cupcakes und Magnolia Bakery betont Georgetown Cupcake die hohe handwerkliche Qualität ihrer Produkte und die Qualität der Zutaten. Die Bäckerei bietet täglich mindestens 18 verschiedene Arten von Cupcakes an. Dazu gehören verschiedene Schokoladen- und Vanille-Cupcakes sowie Red Velvet-Varianten, einer in Nordamerika beliebten Geschmacksrichtung, die auf Kakao basiert und auf Grund einer chemischen Reaktion mit säurehaltigen Zutaten wie beispielsweise Buttermilch einen rötlichen oder rötlich-braunen Farbton haben. Georgetown Cupcakes verkauft täglich durchschnittlich 10.000 Cupcakes. Größter Verkaufsschlager sind Red Velvet-Cupcakes.

## Medienauftritte

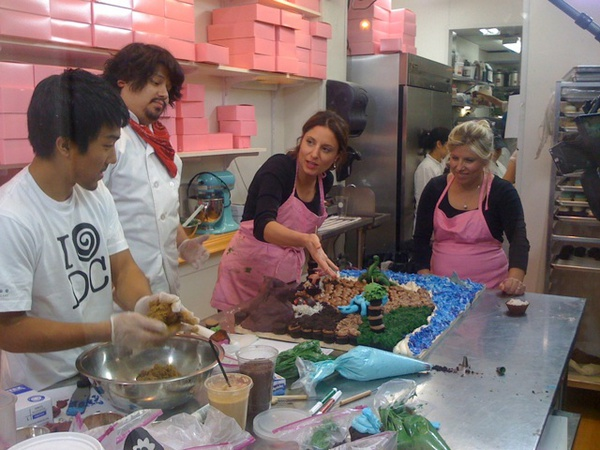
Die Georgetown Cupcake-Besitzerinnen Katherine Berman und Sophie LaMontagne beim Backen für eine Spezial-Auftrag: 250 kleine Cupcakes, die Dinosaurier thematisieren

Im Dezember 2009 begann der auf Kochsendungen spezialisierte Sender Food Network Cupcake Wars auszustrahlen, bei der Teams im Wettbewerb miteinander Cupcakes backten. Die Sendung war so erfolgreich, dass sie bis zum 29. Dezember 2013 mit 114 Episoden lief. Der Fernsehsender TLC griff diesen Trend gleichfalls auf, entschied sich aber für eine Reality Show, die die Bäckerei Georgetown Cupcake in den Mittelpunkt stellte. Die Sendung DC Cupcakes, die den Arbeitsalltag von Berman und LaMontagne zeigt, lief in 29 Episoden bis März 2014.
Auf Grund des Erfolgs der Sendung DC Cupcakes waren Berman und LaMontagne Gäste einer Reihe anderer TV-Sendungen. Unter anderem waren sie Gast in Fernsehsendungen von Martha Stewart und Rachael Ray sowie Gast der Today Show.

## Einzelbelege
1. 1 2  Carol Joynt: Washington Gets Cupcaked. New York Social Diary, 19. Februar 2008, abgerufen am 6. April 2015.
2. ↑  David Sax: The Tastemakers. S. 19.
3. ↑  Bill Gorman: Batter Up! TLC Sweetens Its Lineup With New Series 'DC Cupcakes'. In: TV by the Numbers. 10. Juni 2010, archiviert vom Original am 25. Juni 2011; abgerufen am 6. April 2015.  Info: Der Archivlink wurde automatisch eingesetzt und noch nicht geprüft. Bitte prüfe Original- und Archivlink gemäß Anleitung und entferne dann diesen Hinweis.
4. ↑  Kate Nerenberg: Kitchen Favorites: The Georgetown Cupcake Sisters. Washingtonian, 24. September 2008, abgerufen am 6. April 2015.
5. ↑  David Sax: The Tastemakers. S. 8.
6. ↑  David Sax: The Tastemakers. S. 16.
7. ↑  Walter Nicholls:  Two Sisters, Little Cakes Are a Big Hit, The Washington Post, 26. Februar 2008. Abgerufen am 6. April 2015
8. ↑  Angabe von Filialen gem. der Unternehmenswebsite, aufgerufen am 6. April 2015
9. ↑  Cindy Clark:  'DC Cupcakes': Washington's purveyors of power pastry, USA Today, 15. Juli 2010. Abgerufen am 5. Februar 2015
10. ↑  Cupcake Wars – About the Show. In: Food Network. Abgerufen am 3. April 2015.
11. ↑  Election Cupcakes. Martha Stewart, 3. November 2008, archiviert vom Original am 27. September 2011; abgerufen am 5. April 2015.  Info: Der Archivlink wurde automatisch eingesetzt und noch nicht geprüft. Bitte prüfe Original- und Archivlink gemäß Anleitung und entferne dann diesen Hinweis.
12. ↑  Valentine's Day Dinner & Isla Fisher. Rachel Ray Show, 13. Februar 2009, archiviert vom Original am 24. Juni 2012; abgerufen am 5. April 2015.  Info: Der Archivlink wurde automatisch eingesetzt und noch nicht geprüft. Bitte prüfe Original- und Archivlink gemäß Anleitung und entferne dann diesen Hinweis.
13. ↑  Quick and easy cupcake frostings. In: The Today Show. NBC, 20. Juli 2010, archiviert vom Original am 13. September 2012; abgerufen am 5. April 2015.  Info: Der Archivlink wurde automatisch eingesetzt und noch nicht geprüft. Bitte prüfe Original- und Archivlink gemäß Anleitung und entferne dann diesen Hinweis.